# Michael Heilmann (Leichtathlet)

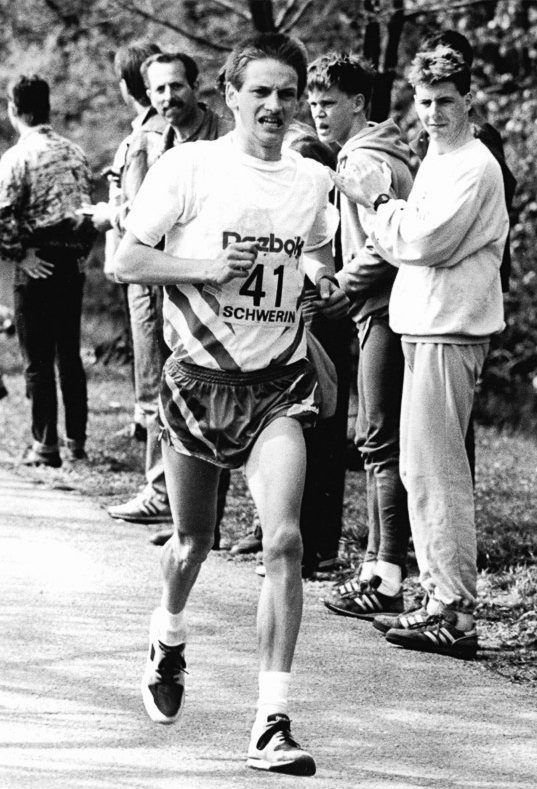
Michael Heilmann 1990 bei den DDR-Straßenlaufmeisterschaften über 20 km

Michael Heilmann (* 26. Oktober 1961 in Kleinmachnow) ist ein ehemaliger deutscher Langstreckenläufer, der seine größten Erfolge im Marathon hatte.
Zum ersten Mal startete er 1981 über die 42,195 km und wurde Sechster beim Marathon von Karl-Marx-Stadt in 2:18:19 h. Beim Europacup-Marathon 1983 in Laredo wurde er Fünfter in 2:12:55 h und gewann mit der Mannschaft der DDR Gold. Als Neunter beim Fukuoka-Marathon desselben Jahres erzielte er mit 2:11:59 h seine erste von insgesamt zehn Zeiten unter 2:12 Stunden und stellte den aktuellen deutschen U23-Rekord auf, ebenso wie den aktuellen Berliner Marathon-Rekord.
Im Jahr darauf wurde er Sechster beim Tokyo International Men’s Marathon in 2:11:32 h. Da die DDR die Olympischen Spiele 1984 in Los Angeles boykottierte, wurde im Sommer als Ersatz ein Marathon in Ost-Berlin abgehalten, bei dem Jörg Peter als Erster in 2:09:14 h und Heilmann als Zweiter in 2:09:30 h den deutschen Rekord von Waldemar Cierpinski (2:09:55 h) brachen. Zum Saisonabschluss wurde er Dritter in Fukuoka in 2:10:59 h.
1985 wurde Heilmann beim IAAF-Weltcup-Marathon in Hiroshima Vierter und stellte mit 2:09:03 h einen deutschen Rekord auf. Im Herbst gewann er den Europacup-Marathon in Rom in 2:11:28 h. 1986 startete er nach einem fünften Platz in Tokio beim Marathon der Leichtathletik-Europameisterschaften in Stuttgart, erreichte aber nicht das Ziel.
Beim Weltcup-Marathon 1987 kam er wegen Krämpfen nur auf den 16. Platz. Durch seinen Sieg beim Leipzig-Marathon wurde er Marathonmeister des DVfL. 1988 wurde er Zehnter beim Europacup-Marathon in Huy, siegte beim Košice-Marathon und wurde Siebter in Fukuoka.
1990 wurde er Vierter bei den 25 km von Berlin, Dritter beim Hamburg-Marathon und Neunter beim Berlin-Marathon. Sein letzter großer Erfolg war ein zweiter Platz beim Houston-Marathon 1992.
Weitere Erfolge bei Straßenläufen feierte er mit jeweils zwei Siegen beim Ost-Berliner Friedenslauf über 20 km 1983 und 1985 und bei Marseille – Cassis 1988 und 1989.
Der gelernte Werkzeugmacher startete für den TSC Berlin, die BSG Motor Teltow, Racing Club Berlin und den OSC Berlin. Er beendete seine sportliche Karriere 1996 und hat sich als Physiotherapeut in seinem Heimatort Kleinmachnow niedergelassen.

## Persönliche Bestzeiten
- 5000 m: 13:43,80 min – 27. Juni 1985, Berlin
- 10.000 m: 28:23,76 min – 22. Juni 1985, Erfurt
- 15 km: 43:23,00 min – 5. Mai 1987 Kleinmachnow
- Halbmarathon: 1:02,43 – 1. September 1990 Berlin
- 25 km: 1:17:08 h – 6. Mai 1990, Berlin
- Marathon: 2:09:03 h – 14. April 1985, Hiroshima